# Эдсон Халк
Эдсон Халк (порт. Edson Hulk; род. 3 августа 1994, Торус, Риу-Гранди-ду-Норти) — бразильский игрок в пляжный футбол. Выступает за сборную Бразилии. Участник чемпионата мира 2021 года.

## Биография
Эдсон Халк родился в Торусе, штат Риу-Гранди-ду-Норти.Занимался футболом и мини-футболом, однако не добившись успеха переключился на пляжный футбол. Его прозвище в честь персонажа комиксов дали ему друзья из-за его хороших физических качеств. Впервые на официальном соревновании выступил в 2018 году. В следующем году главный тренер сборной Бразилии по пляжному футболу Жилберто Коста пригласил Эдсона Халка сыграть в Южноамериканской лиге, которая состоялась в аргентинском Росарио.
В составе сборной Бразилии участвовал на чемпионате мира 2021 года в России, дважды становился финалистом Межконтинентального кубка (2022), побеждал на Кубке Неома (2022, 2023), Мундиалито (2023) и Кубке Америки (2023). На Кубке Америки 2023 года стал лучшим бомбардиром турнира, забив 14 голов.
Выступал за бразильские клубы по пляжному футболу «Америка», «Коринтианс» и «Сампайо Корреа». Играл за израильский «Рош-ха-Аин», в составе которого занял второе место в списке бомбардиром Кубка европейских чемпионов 2021 года. Бронзовый призёр Кубка Нордесте 2021 года.

## Достижения
- Победитель Мундиалито: 2023
- Обладатель Кубка Америки: 2023
- Лучший бомбардир Кубка Америки: 2023